# Temis
Pour les articles homonymes, voir Témis.
Temis (acronyme pour Technopole microtechnique et scientifique) est une technopole ainsi qu'un quartier d'affaires de 130 hectares situé à Besançon, créé en 2000, associée avec l'université de Franche-Comté.

## Historique
La technopole TEMIS a été créée en 2000 sur un site de 130 hectares. En 2004, la technopole accueille la société Worldplas spécialisée dans la fabrication de composants pour l’industrie aéronautique et aérospatiale. En 2009, la commissaire européenne chargée de la politique régionale Danuta Hübner se rend sur le site de Temis pour témoigner de l'engagement financier de l'Union européenne en faveur de l'innovation et de la cohésion de ses territoires. Le service après-vente France de l'entreprise horlogère de luxe Breitling s'installe à Temis en 2013, puis le SAV devient celui de toute l'Europe du Sud. En 2019, la firme horlogère suisse Audemars Piguet y inaugure le bâtiment abritant son service après-vente pour l'Europe. En 2023, l'entreprise espagnole et équipementier automobile Grupo Antolin inaugure à Temis une nouvelle usine de plus de 21 000 m2 et 500 employés.

## Domaines d'activité
- Monétique / billettique
- Micro-injection
- Génie biomédical
- Microsystèmes
- Logiciels
- Études et développement micromécaniques et microtechniques
- Connectique
- Optronique
- Micro-optique
- Prototypage
- Métrologie
- Biotechnologies
- Sport[8]

## Enseignement
- Supmicrotech
- Institut supérieur d'ingénieurs de Franche-Comté (ISIFC)
- Lycée Claude-Nicolas Ledoux
- CREPS Bourgogne-Franche-Comté, site de Besançon

## Bâtiments administratifs
- Centre d'incendie et de secours

## Monuments
- Fort des Montboucons

## Transport
Le réseau de transports en commun Ginko dessert Temis par la ligne  L3  du bus à haut niveau de service de Besançon, ainsi que par les lignes  L6  7  12  61  62  63  64  65  66  67  68  et  Ginko Diabolo  D4  D5  D8 . Temis constitue un véritable pôle pour le réseau Ginko. Le pôle possède également un Parking Relais et une station de véhicule libre-service Citiz.